# Cercle de pierres de Xagħra
Le cercle de pierres de Xagħra (maltais : Iċ-Ċirku tax-Xagħra), également connu sous le nom d'hypogée de Xagħra ou de cercle de Brochtorff, est un hypogée, ou complexe funéraire souterrain, daté du Néolithique, situé à Xagħra, dans l’île de Gozo, dans l'archipel de Malte. Le site est daté d'environ 3000 à 2400 av. J.-C. mais les tombes les plus anciennes datent de 4100 à 3800 av. J.-C..

## Historique
Le site est découvert lors d'un effondrement de terrain qui révèle des salles souterraines. Jean-Pierre Houël le représente sur un dessin en 1776. En 1825, le colonel Gouverneur de Gozo, Otto Bayer y entreprend les premières fouilles, et Charles Frederick de Brockdorff peint plusieurs toiles montrant le site lors de cette fouille. Le site est alors communément appelé le cercle de Brochtorff. Les deux piliers monumentaux qui forment l'entrée du cercle sont encore debout en 1828, mais ils sont enlevés par la suite. Le site est comblé en 1830, laissé à l'abandon,  et son emplacement exact est perdu au fil du temps.

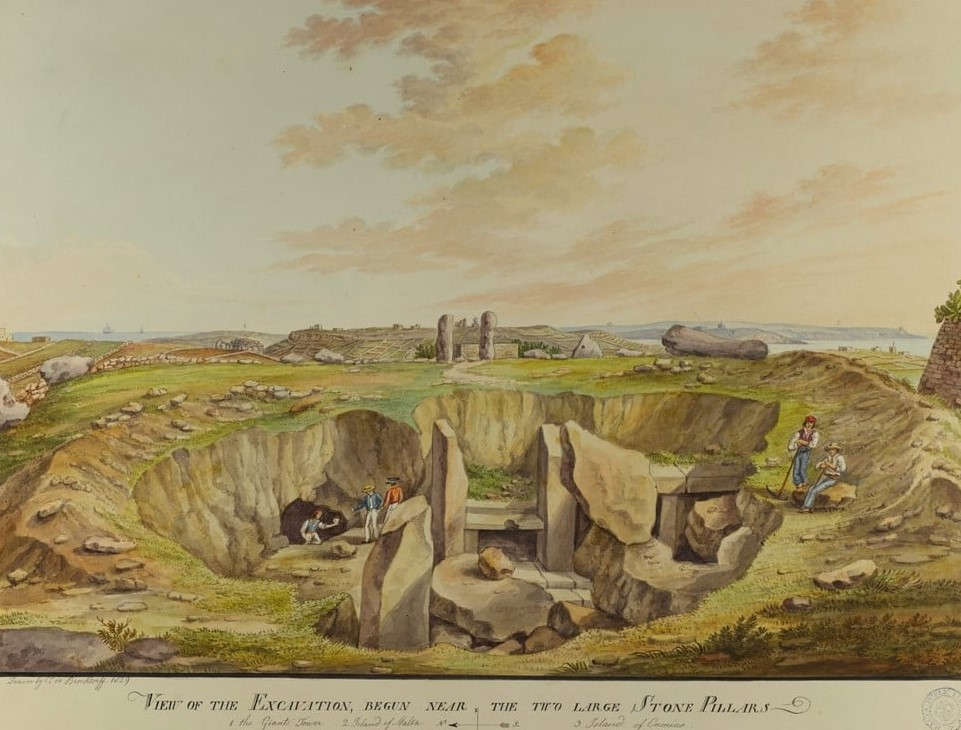
Peinture du cercle de Xagħra par Charles Frederick de Brockdorff.

Le complexe est redécouvert par le chercheur Joe Attard Tabone en 1964. Il est fouillé entre 1987 et 1994 par une équipe conjointe de l'université de Malte, du Département des musées maltais et de l'université de Cambridge, puis par l'université de Bristol. Environ 220 000 ossements humains appartenant à entre 450 et 800 individus sont découverts lors des fouilles, ainsi que des ossements d'animaux et une série d'artéfacts, notamment des figurines et des fragments architecturaux.
Le site est connu sous le nom de « cercle de pierres de Xagħra » ou de Gozo, appellation trompeuse qui rappelle les enceintes mégalithiques alors qu'il s'agit d'un édifice sans aucun rapport les édifices correspondant de l'Europe atlantique. Trump a ainsi proposé de désigner ce site sous le nom de « cercle de Xagħra ».
Le cercle de Xagħra est considéré comme l'un des sites archéologiques les plus importants de Malte. Certaines parties du site restent non étudiées et des efforts sont faits pour préserver le complexe, car il est fragile et sujet à l'effondrement. Le site se trouve sur un terrain acquis par l'État et est géré par Heritage Malta. Les vestiges bénéficient d'une protection de classe A et sont inscrits à l'inventaire national des biens culturels des iles maltaises. Le site n'est pas accessible au public.

## Description
Le site présente quelques similitudes avec l'hypogée de Ħal Saflieni mais Ħal-Saflieni est une structure creusée par l'homme, tandis que le site de Xagħra se compose de grottes naturelles reliées par des passages souterrains utilisées comme nécropole. A l'origine, la nécropole comportait un mur à peu près circulaire d'environ 45 m de diamètre, incluant des pierres dressées, avec au centre un accès aux grottes funéraires s'étendant jusqu'à 4 m de profondeur. Une partie des voûtes naturelles se sont effondrées dès le Néolithique nécessitant d'être renforcées avec des piliers monolithiques mais l'ensemble s'est finalement effondrée peu avant 2000 av. J.-C..

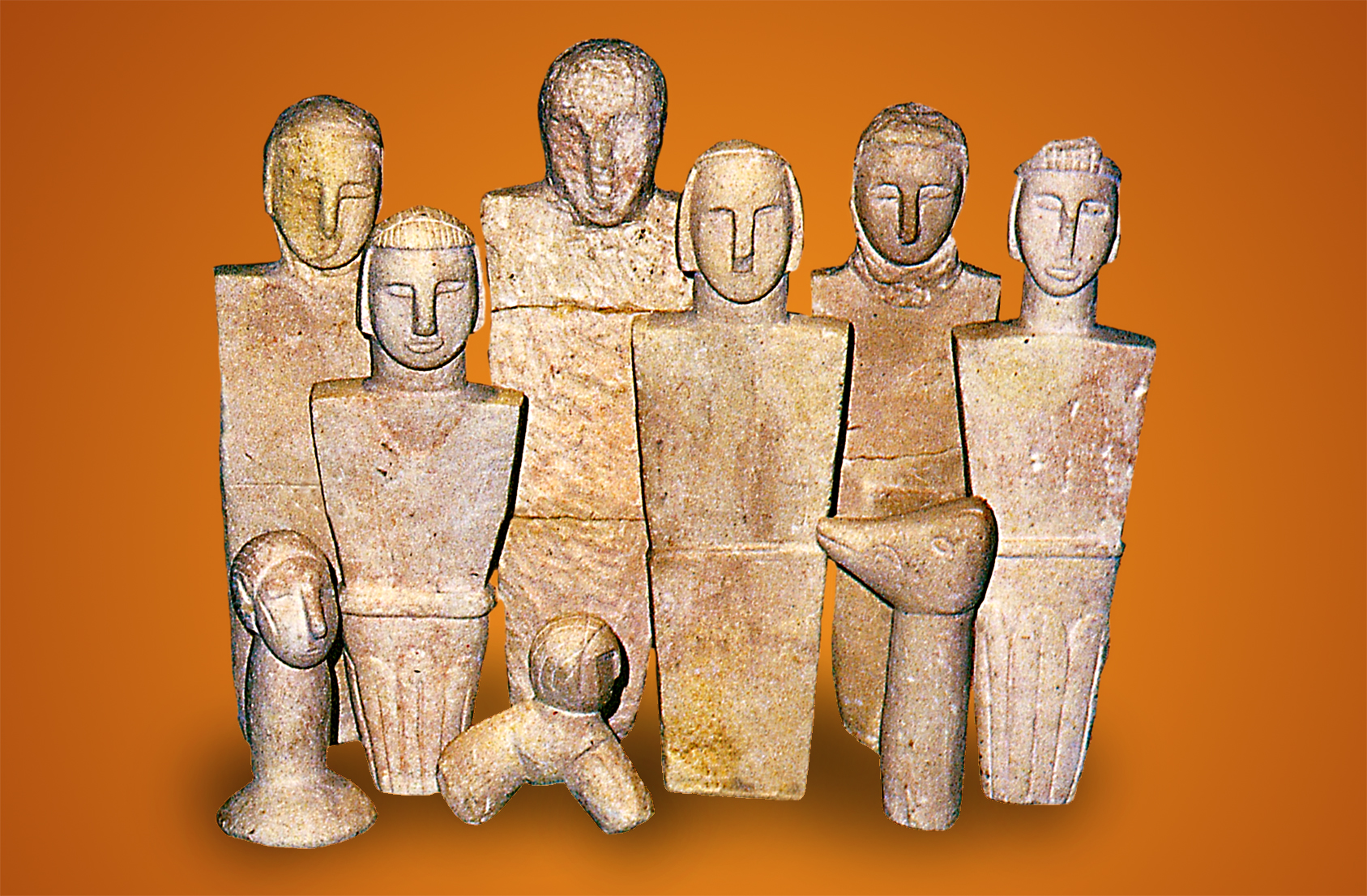
Figurines en pierre trouvées sur le site (musée de Ġgantija).

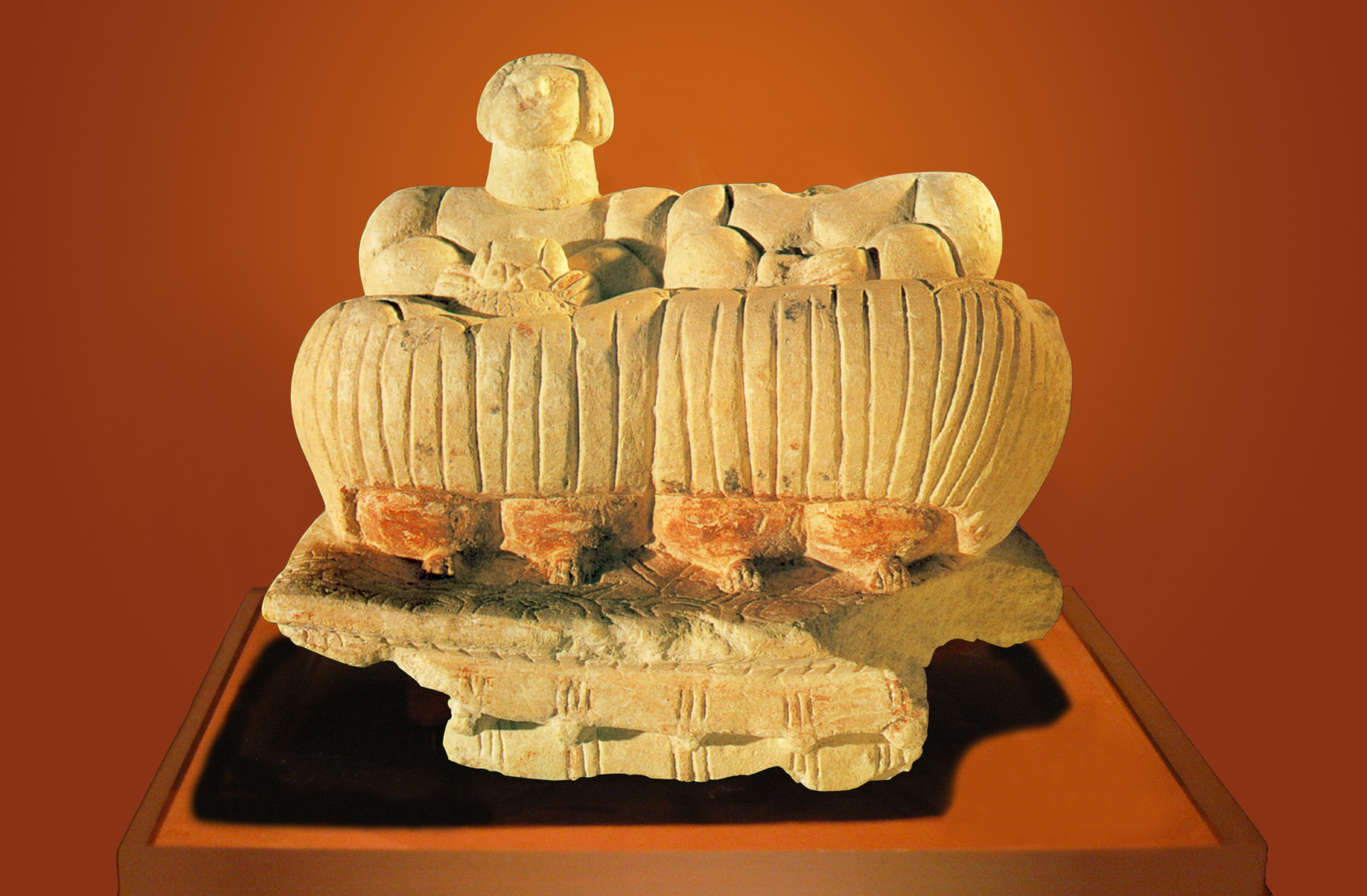
Statuettes jumelles (musée de Ġgantija).

Une campagne de datation par le carbone 14 assortie de spectrométrie de masse par accélérateur (SMA) a ajouté des dizaines de nouvelles estimations de dates pour les sépultures. L'étude isotopique des squelettes montre l'évolution des conditions climatiques sur la période et des conditions alimentaires des populations locales. Les premières tombes du site datent de la phase Żebbuġ (4100 et 3800 av. J.-C.). Il y a très peu d'activité de 3800 à 3000 av. J.-C., et la majeure partie du site date de 3000 à 2400 av. J.-C., pendant la phase Tarxien. 
A l'origine, les défunts sont inhumés dans des ossuaires collectifs et recouverts d'ocre rouge. Durant la phase de Tarxien, le site est réaménagé avec la construction du mur d'enceinte extérieur, la subdivision des grottes avec des orthostates et l'installation d'un énorme vase en pierre au centre. Les rites funéraires évoluent au profit de l'inhumation secondaire : les corps des défunts étaient démembrés et les différentes parties du corps étaient enterrées à des endroits différents. 
Le mobilier archéologique découvert est très abondant  : poteries, lames en silex et obsidiennes, perles et pendentifs (en coquille, os et pierre), haches polies en roches vertes. Le mobilier daté de la phase Tarxien comprend uniquement des petites statuettes en terre cuite et pierre tendre représentant des personnages féminins aux formes opulentes baptisées « Fat ladies » également découvertes sur d'autres sites de la même période. Près du grand vase en pierre furent découvertes deux statuettes jumelles et une série de petites idoles en calcaire dont trois anthropomorphes et une explicitement phallique. Les statuettes jumelles représentent deux personnages obèses, sans aucun attribut sexuel explicite, assis côte à côte sur une banquette ou un lit : ils sont vêtus d'une jupe plissée, peinte en noir, les jambes de personnages sont colorées à l'ocre rouge. L'un tient entre ses mains un petit personnage identique et l'autre un bol.
Au sud-est du complexe, un puits sert d'accès à deux chambres funéraire (no 269 et 270) de la période Zubbug  (4100 à 3800 av. J.-C.) comportant les restes de 65 squelettes. Elles ont révélé une tête anthropomorphe, comparable à celle de l'hypogée de Żebbuġ et des haches de pierre polie en roche verte provenant de Sicile, de Calabre, ou de l'Italie du sud et peut-être aussi le nord de l'Italie.
Au cours de l'Âge du bronze, le site a probablement été utilisé à des fins domestiques non funéraires. 